# The Iron Behind the Velvet
The Iron Behind the Velvet è il quinto album di Christy Moore, pubblicato dalla Tara Records nel 1978.

## Tracce
Lato A
1. Patrick Was a Gentleman – 3:01 (Brano tradizionale, adattamento e arrangiamento di Christy Moore)
2. The Sun Is Burning – 4:02 (Ian Campbell)
3. Morrissey and the Russian Sailor – 3:24 (Brano tradizionale, arrangiamento di Christy Moore)
4. The Foxy Devil – 3:18 (Joe Dolan)
5. Three Reels – 5:15 (Brani tradizionali, arrangiamento di Christy Moore)
6. Trip to Jerusalem / Mullingar Races / The Crooked Road – 5:11 (Joe Dolan)

Lato B
1. Three Reels – 4:00 (a)Tommy Coen b)Trad., arr. Christy Moore c)Trad., arr. Christy Moore)
2. Patrick's Arrival – 3:37 (Christy Moore)
3. Gabriel McKeon's – 6:37 (Gabriel McKeon)
4. Dunlavin Green – 5:31 (Christy Moore)
5. Joe McCann – 3:20 (Eamonn O'Doherty)

Edizione CD del 2002, pubblicato dalla Tara Records
1. Patrick Was a Gentleman – 3:01 (Trad., arr. Christy Moore)
2. Sun Is Burning – 4:02 (Ian Campbell)
3. Morrissey and the Russian Sailor – 3:24 (Trad., arr. Christy Moore)
4. The Foxy Devil – 3:18 (Joe Dolan)
5. Three Reels: The Newly Mowed Meadow / The Silver Spear / Farrell O'Gara's Reel – 5:15
6. The Trip to Jerusalem / Mullingar Races / The Crooked Road – 5:11 (Joe Dolan)
7. Three Reels: Tommy Coen's / The Youngest Daughter / Flax in Bloom – 4:00 (Tommy Coen / Trad., arr. Christy Moore / Trad., arr. Christy Moore)
8. Patrick's Arrival – 3:37 (Christy Moore)
9. Gabriel McKeon's: Cailin Deas Cruaite Na Mbo / Gilbert Clancy's – 6:37 (Gabriel McKeon)
10. Dunlavin Green – 5:31 (Christy Moore)
11. Joe McCann – 3:20 (Eamonn O'Doherty)
12. John O'Dreams – 3:51 (Bill Caddick) – Bonus track

## Musicisti
- Christy Moore - voce, chitarra, bouzouki, bodhrán
- Andy Irvine - mandolino, armonica, dulcimer, bouzouki, accompagnamento vocale-coro
- Barry Moore - chitarra, accompagnamento vocale-coro
- Jimmy Faulkner - chitarra elettrica, chitarra acustica, chitarra slide
- Gabriel McKeon - cornamuse (bagpipes / uileann pipes)
- Tony Linnane - fiddle
- Noel Hill - concertina
- Rosemary Flanagan - violoncello